# Євсеєнко Михайло Андріанович
Миха́йло Андріа́нович Євсе́єнко (нар. 1 лютого 1908, станція Михайлово Тифліської губернії, тепер місто Хашурі, Грузія — 2 березня 1985, місто Москва) — радянський діяч, міністр нафтової промисловості СРСР, міністр нафтової промисловості східних районів СРСР, міністр будівництва підприємств нафтової промисловості СРСР, голова Бакинського міськвиконкому. Кандидат у члени ЦК КПРС у 1956—1961 роках. Депутат Верховної Ради РРФСР 2-го скликання. Депутат Верховної Ради СРСР 1-го і 6-го скликань.

## Життєпис
Народився в родині кондуктора на залізниці.
У 1924—1926 роках — учень слюсаря школи фабрично-заводського навчання в місті Тифлісі. З 1926 по 1928 рік працював підручним слюсаря-складальника мостобудівного заводу на станції Навашино Московсько-Казанської залізниці, а в 1928—1930 роках — слюсарем-складальником заводу імені 26 комунарів у Тифлісі.
Член ВКП(б) з 1929 року.
У 1930—1936 роках — студент Азербайджанського індустріального (нафтового) інституту.
У 1936—1937 роках — заступник завідувача, завідувач 2-го промислу тресту «Азізбековнафта».
У липні — листопаді 1937 року — керуючий тресту «Леніннафта» Азнафтокомбінату.
У листопаді 1937 — березні 1938 року — голова виконавчого комітету Бакинської міської ради.
У березні 1938 — лютому 1939 року — начальник Головного управління нафтовидобутку Народного комісаріату важкої промисловості СРСР.
У лютому — жовтні 1939 року — начальник Головного управління нафтовидобутку Кавказу Народного комісаріату паливної промисловості СРСР.
У жовтні 1939 — січні 1940 року — заступник народного комісара нафтової промисловості СРСР.
У 1940—1942 роках — начальник Азнафтокомбінату.
У грудні 1942 — березні 1946 року — заступник народного комісара нафтової промисловості СРСР.
4 березня 1946 — 28 грудня 1948 року — міністр нафтової промисловості східних районів СРСР.
28 грудня 1948 — 1954 року — 1-й заступник міністра нафтової промисловості СРСР.
У березні 1954 — січні 1955 року — заступник голови Бюро із металургії, паливної промисловості та геології Ради міністрів СРСР.
29 січня — 25 травня 1955 року — міністр будівництва підприємств нафтової промисловості СРСР.
25 травня 1955 — 10 травня 1957 року — міністр нафтової промисловості СРСР.
У травні 1957 — червні 1958 року — заступник голови Державної планової комісії Російської РФСР. Одночасно 6 червня 1957 — 13 червня 1958 року — міністр Російської РФСР.
У травні 1958 — лютому 1963 року — голова Ради народного господарства Чечено-Інгуської АРСР.
У лютому 1963 — листопаді 1965 року — заступник начальника Головного управління геології і охорони надр при Раді міністрів РРФСР, заступник начальника Державного виробничого геологічного комітету Російської РФСР.
У листопаді 1965 — серпні 1976 року — 1-й заступник міністра геології СРСР.
З серпня 1976 року — персональний пенсіонер союзного значення в Москві.
Помер 2 березня 1985 року. Похований у Москві на Новодівочому цвинтарі.

## Нагороди
- чотири ордени Леніна
- три ордени Трудового Червоного Прапора
- медалі